# Gabriel Gosálvez

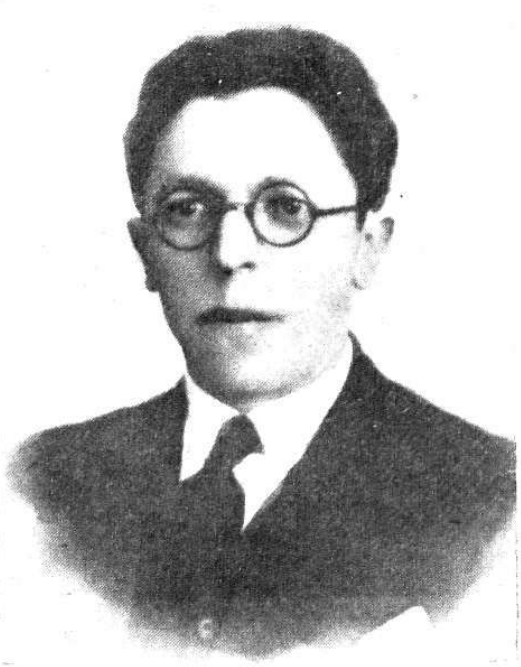
Gabriel Gosálvez

Gabriel Gosálvez Tejada (Yungas, Bolivia; 15 de noviembre de 1899 - Santiago de Chile; 12 de diciembre de 1957) fue un economista, diplomático y político boliviano. Durante su carrera política, Gosálvez fue varias veces ministro de estado de Bolivia durante los gobiernos de los presidentes José Luis Tejada Sorzano, David Toro Ruilova y Germán Busch Becerra. Participó también en las elecciones nacionales de 1951, como candidato a la Presidencia de Bolivia en representación del Partido de la Unión Republicana Socialista (PURS) pero salió en segundo lugar.

## Biografía
Gabriel Gosálvez Tejada nació el 15 de noviembre de 1899 en la región de los Yungas. Salió bachiller el año 1917. Estudió la carrera de ciencias financieras y comerciales, titulándose ya como economista de profesión el año 1920. En 1922, ingresa al ámbito del periodismo, dirigiendo las revistas "El Hombre Libre" y "La República".

### Ministro de Defensa de Bolivia (1934-1935)
Gabriel Gosálvez ingresa a la vida política por primera vez siendo todavía un joven de 35 años de edad, cuando el 14 de diciembre de 1934, el Presidente de Bolivia de ese entonces José Luis Tejada Sorzano decide posesionarlo como el nuevo Ministro de Defensa Nacional. Cabe mencionar que Gosálvez asumió el mando del Ministerio cuando Bolivia se encontraba ya por finalizar la Guerra del Chaco. Estuvo en el cargo hasta el 5 de agosto de 1935. Pero no pasaría mucho tiempo, cuando volvería de nuevo a ser Ministro de Defensa por segunda vez desde el 17 de mayo al 7 de septiembre de 1936.

### Ministro de Relaciones Exteriores de Bolivia
Durante el gobierno del presidente Germán Busch Becerra, Gabriel Gosalvez se desempeñó como canciller interino de Bolivia en dos ocasiones; la primera vez desde el 13 de julio al 25 de julio de 1937 y la segunda vez desde el 30 de noviembre al 30 de diciembre de 1938.

### Ministro del Interior de Bolivia (1938-1939)
El 12 de agosto de 1938, el presidente Germán Busch lo nombra Ministro de Gobierno, Justicia y Propaganda de Bolivia. Estuvo en dicho cargo hasta el 18 de marzo de 1939.

### Embajador de Bolivia en la Santa Sede (1939-1940)
En marzo de 1939, el presidente German Busch designa a Gabriel Gosálvez como nuevo embajador de Bolivia ante la Santa sede del vaticano. Estuvo en ese puesto hasta 1940.

### Embajador de Bolivia en Argentina (1947-1950)
El año 1947, el Presidente de Bolivia Enrique Hertzog Garaizabal designa a Gosálvez en el cargo de embajador plenipotenciario de Bolivia en Argentina. Estuvo en ese país hasta el año 1950 cuando decidió retornar a Bolivia, debido a que la rosca minera lo había llamado para que participe en las elecciones de 1951.

### Elecciones nacionales de 1951
El 6 de agosto de 1951, el economista y diplomático Gabriel Gosalvez de 52 años, se presentó en las elecciones como candidato a la Presidencia de Bolivia en representación del Partido de la Unión Republicana Socialista (PURS) el cual representaba al oficialismo. Pero los resultados finales demostraron que Gabriel Gosálvez había salido en segundo lugar al haber obtenido solamente el 32,0 % de la votación total (40 381 votos) frente a su principal competidor Víctor Paz Estenssoro quien salió en primer lugar al lograr obtener el apoyo del 42,9 % (54 129 votos) a nivel nacional.

### Fallecimiento
Una vez estallada la Revolución Nacional de 1952 y la subida al poder del MNR, Gosálvez se exilió en la ciudad de Santiago de Chile donde cinco años después falleció el 12 de diciembre de 1957 a sus 58 años de edad.

## Obras
- Abaratamiento de víveres. Drana. 1919.[2]